# Zhengde
O imperador Zhengde (Pequim, 26 de outubro de 1491 - Pequim, 20 de abril de 1521) (em chinês 正德) foi um imperador da China da Dinastia Ming) entre 1505-1521. Nascido Zhu Houzhao, era o filho mais velho do imperador Hongzhi. O nome do seu reinado significa "Virtude correcta" ou "Correcção da virtude".

## Juventude
Zhengde foi preparado para imperador muito cedo. Dado que o seu pai não tomara outras concubinas, Zhengde não precisou de rivalizar com outros príncipes para ascender ao trono (o seu irmão mais novo morrera na infância). Zhengde foi educado na literatura de Confúcio e foi um excelente estudante. Muitos dos ministros do imperador Hongzhi's ministers tinham a expectativa que se tornasse um imperador benevolente e brilhante como seu pai, mas tal não aconteceria.

## Reinado como Imperador
Zhengde ascendeu ao trono aos 14 anos. Ao contrário de seu pai, não se interessou pelo governo, desdenhando os assuntos de estado, com as suas ações sendo consideradas fúteis e desajustadas. Em muitas ocasiões foi apontada a sua irresponsabilidade, levando um estilo de vida pródigo e entregue ao luxo.

## Morte
Morreria aos 29 anos. Diz-se que Zhengde estava andando embriagado em um barco quando caiu dentro do Rio Amarelo. Depois de quase afogar-se, contraiu doenças do rio e acabou por morrer em decorrência delas. Como todos seus filhos morreram sem sair da infância, seria sucedido por seu primo, Zhu Houcong.